# Mälzen

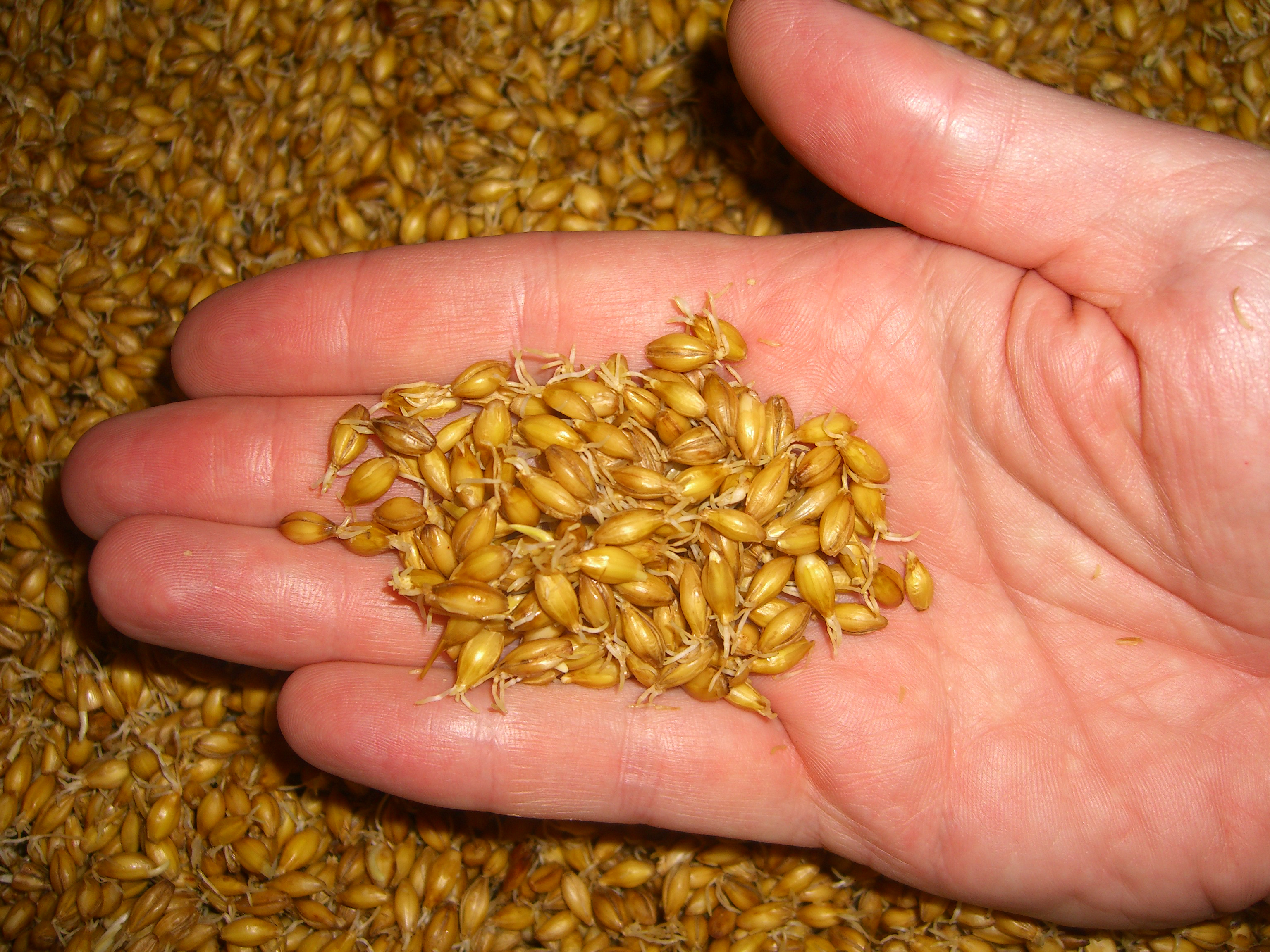
Gerstenmalz in der Produktion

Strukturformel von α-Maltose

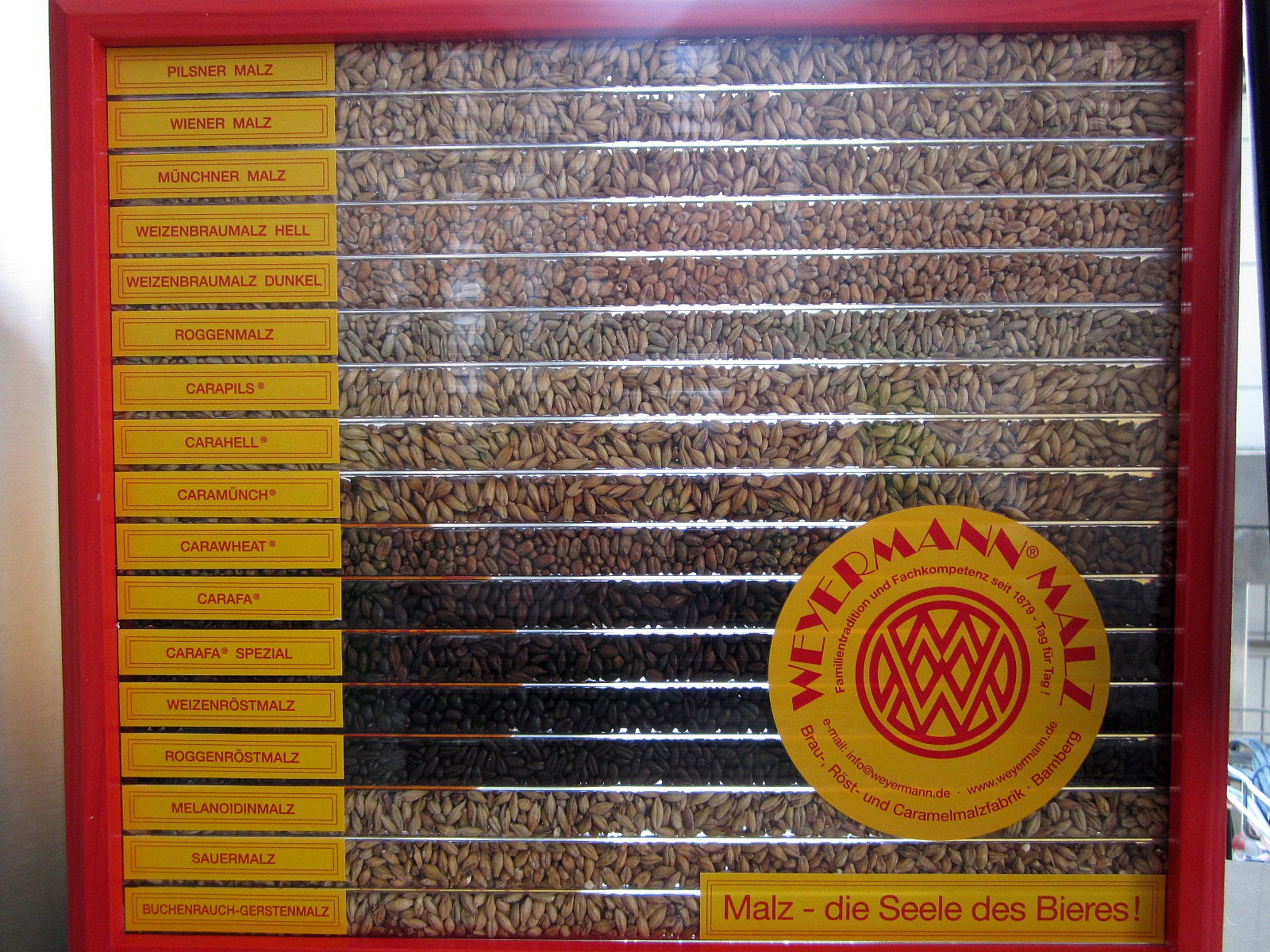
Malzsorten der Bamberger Malzfabrik Michael Weyermann

Mälzen ist ein kontrollierter Keimvorgang, bei dem aus Braugetreide (z. B. Gerste, Weizen oder Roggen) Malz entsteht. Durch den Keimvorgang werden im ganzen Korn Enzyme aktiviert und gebildet, die später für den Stärke- und Eiweißabbau während des Bierbrauens ebenso notwendig sind wie für die Whiskyherstellung. Außerdem wird bereits ein Teil der Stärke in kleinere Moleküle (Mehrfachzucker, besonders Disaccharide wie Maltose) zerlegt. Anschließend wird das gekeimte Korn unter kontrollierten Bedingungen gedarrt, d. h. getrocknet; Dauer und Temperatur des Darrens beeinflussen Farbe und Aroma des Malzes.

## Schritte der Malzherstellung
Zu den Arbeitsschritten in der Mälzerei gehören:
1. Reinigung des Braugetreides
Insbesondere bei der Anlieferung des Getreides direkt vom Feld bei der Ernte muss das Braugetreide vor der Verarbeitung gereinigt werden. Hierzu dienen die folgenden Apparaturen:[1]
  - Separator/Aspirateur
  - Magnetabscheider
  - Trockensteinausleser
  - Entgranner
  - Trieur.
2. Trocknen des Braugetreides
Um die Lebensprozesse im Korn zu erhalten und eine Schimmelbildung oder sogar eine Selbstentzündung des Getreides zu vermeiden, darf der Wassergehalt bei einer längeren Lagerung des Getreides den Wert von 15 % nicht übersteigen. Hierzu kann es notwendig werden, das Getreide vor der Einlagerung zu trocknen. Dies kann ebenso wie das Trocknen des Grünmalzes auf einer Darre oder bei geringfügig erhöhten Wassergehalten auch durch ein Belüften der Silos erfolgen. In vielen Teilen Deutschlands, wie beispielsweise im Rheingraben, wird das Getreide meist so trocken geerntet, dass eine Trocknung vor der Einlagerung nicht notwendig ist. Ein Nachreifen kann bei frisch geerntetem Getreide notwendig sein, um die Keimruhe zu überwinden und die volle Keimfähigkeit zu erreichen.
3. Weichen
Beim Weichen im Weichhaus wird die Braugerste (oder anderes Braugetreide) üblicherweise während 1–2 Tagen befeuchtet, bis der Wassergehalt des Kornes auf 35–43 % angehoben wird. Bereits bei einem Wassergehalt von rund 30 % ist eine deutliche Steigerung des Lebensprozesses im Korn zu verzeichnen.[2] Phasen, in denen das Weichgut mit Wasser beaufschlagt wird („Nassweiche“), wechseln sich mit Trockenphasen („Trockenweiche“) ab.[3] Während die Nassweiche dazu dient, die Wasseraufnahme des Kornes zu beschleunigen, besteht der Sinn der Trockenweiche hauptsächlich darin, das Korn zu belüften und damit am Leben zu erhalten. Bei toten, nicht keimenden Körnern, sogenannten „Ausbleibern“ können die beim Mälzen gewünschten Umsetzungsprozesse im Korn nicht stattfinden. Daher erfolgt bei der Trockenweiche meist eine Absaugung von Kohlendioxid und eine Belüftung mit Frischluft.
(Bei 12–15 °C, reichlich Wasser, leicht alkalisch, (Luft-)Sauerstoff.)
4. Keimen
Die geweichte Gerste keimt auf der Tenne oder heute zumeist in Keimkästen während 4–7 Tagen. Um den für die Löseprozesse im Korn notwendigen Wassergehalt von ca. 43–48 % zu erreichen, wird entweder durch sogenanntes nasses Ausweichen oder durch Aufspritzen mittels Wasserdüsen zusätzliches Wasser zugefügt. Dabei bilden sich aus dem Keimling des Kornes Blatt- und Wurzelkeime und es werden im Korn Enzyme (Diastase) gebildet bzw. aktiviert. Um eine gleichmäßige Ankeimung und Durchfeuchtung des Keimguts zu gewährleisten, wird beim Weichen das Keimgut in regelmäßigen Abständen gewendet. Dies kann je nach Mälzungstechnologie durch Wenderspindeln, rotierende Wender, die Schwerkraft oder manuell erfolgen.
(Bei maximal 15–17 °C, (Luft-)Sauerstoff. Ergebnis ist nicht lagerfähiges Grünmalz.)
5. Darren
Unter Darren versteht man bei der Malzherstellung die Trocknung des Grünmalzes auf einer Darre zur Gewährleistung einer längeren Lagerfähigkeit und der Transportfähigkeit. Weiterhin werden beim Darren die malztypischen Farb- und Aromastoffe verstärkt. Beim Darrprozess wird das Grünmalz von einer Feuchte von 40–45 % auf 4–5 % getrocknet. Dies geschieht in zwei Teilschritten: Während der ersten Phase, dem Schwelken, bleibt die Temperatur im Keimgut relativ konstant und die ausströmende Luft ist immer zu 100 % mit Feuchtigkeit gesättigt. Die Wärmeenergie wird im Wesentlichen zur Verdunstung der Feuchtigkeit auf der Kornoberfläche, unter der Spelze und in den leicht zugänglichen oberen Schichten des Korns aufgewandt. Dies schont die im Keimling vorhandenen Enzyme. In der zweiten Phase, dem Abdarren, steigt die Temperatur auch im Korninneren stark an und dem Korn wird über den Kapillareffekt nach und nach das Wasser entzogen. Die Abluft ist in diesem Stadium nicht mehr zu 100 % mit Feuchtigkeit gesättigt. Die Höhe der Temperatur sowie die Dauer dieser zweiten Phase entscheiden über die Malz- und spätere Bierfarbe. Je höher bzw. länger, umso dunkler wird das Malz sowie das daraus hergestellte Bier. Bei Röstmalzen kann das Malz auch statt auf der Darre in einem Röster getrocknet werden, wobei höhere Temperaturen zur Anwendung kommen, die die Enzyme weitgehend zerstören und die Malzfarbe und die Aromakomponenten verstärken.
(Trocknung bei etwa 35 °C auf (3–)4 % Wassergehalt, helles Malz muss durch starken Luftzug schnell getrocknet werden. Dann Darren bei über 70 °C: helles Malz bei 75–80 °C, dunkles Malz bei 105–120 °C. Wurzelfäden fallen ab, werden ausgesiebt. 20–25 % Mälzungsschwund. 100 kg Gerste ergeben etwa 80 kg Malz.)[4]
6. Putzen und Polieren des Malzes
Bei diesem Verfahrensschritt erfolgt eine Entfernung der Blatt- und Wurzelkeime und des Malzabriebs. Die Keime, die rund 3–4 % der Gesamtmenge ausmachen, enthalten rund 20–25 % Eiweiß und werden in Futtermitteln verwendet.[3]
7. Mischen des Malzes
Da Malz ein Naturprodukt ist, fällt jede Produktionscharge, selbst bei identischen Produktionsbedingungen, unterschiedlich aus. Verschiedene Chargen der Malze werden daher entsprechend den Vorgaben gemischt (geblendet), um ein homogenes Endprodukt zu erhalten. Dieser Produktionsschritt erfolgt meist erst kurz vor der Verladung des fertigen Malzes an den Kunden.